# もう青い鳥は飛ばない
もう青い鳥は飛ばない（もうあおいとりはとばない）は、1998年1月21日にリリースされたhàlの4thシングル。CDコードはVIDL-30172。

## 解説
- 作詞・作曲の「丸木戸定男」は、サニーデイ・サービスの曽我部恵一のペンネームである。曽我部が楽曲提供をしたアーティストは多数いるが、このペンネームを使用して提供したアーティストは後にも先にもhàlのみである。
- 後の1998年3月に発売されたhàlの2ndアルバム『ラブレター』からの先行シングル作品となる。『ラブレター』に収録されている「もう青い鳥は飛ばない」はAlbum Versionでの収録のため、シングルバージョンは本シングルでしか聴く事が出来ない。
- ジャケットへの記載は3曲収録であるが、シークレットトラックとして4曲目に表題曲の別バージョン(タンバリンスタジオによるリミックス版)が収録されている。
- ジャケットは、初回限定盤と通常盤の2種が存在する。
- 2001年から週刊少年ジャンプに連載されている久保帯人による漫画『BLEACH』において、登場人物の有沢竜貴のテーマ・ミュージックとして、この「もう青い鳥は飛ばない」が設定されている。

## 収録曲
1. もう青い鳥は飛ばない
  - 作詞・作曲：丸木戸定男、編曲：高野勲
2. ひこおきぐも
  - 作詞：hàl、作曲：木戸功、編曲：パレード
3. もう青い鳥は飛ばない (Instrumental)
  - 作曲：丸木戸定男、編曲：高野勲
4. もう青い鳥は飛ばない (Tambourine Mix)
  - 作詞・作曲：丸木戸定男、編曲：高野勲